# Raúl Orlandini
Raúl Orlandini Dibós (Lima, 26 de mayo de 1952 - Lima,
Es un piloto peruano de automovilismo.

## Biografía
Raúl Orlandini Dibos, conocido como El Colorado, nació en Lima el 26 de mayo de 1952, hijo de Oscar Orlandini Toscani e Ivonne Dibós Chappuis, y sobrino de quien fuera alcalde de Lima, Eduardo Dibós Dammert.
Hizo sus estudios escolares en el Colegio Maristas San Isidro. Ingresó a la Universidad del Pacífico a estudiar Administración de Empresas pero fue eliminado a los 6 meses por límite de ausencias. Luego de un tiempo, ingresa a al Universidad de Lima donde termina su carrera.
Contrae matrimonio en 1981 con Kary Griswold, con quien tuvo 3 hijos (Kary, Raúl y Rafael).
Desde los 5 años de edad concurría, junto a su madre, a ver las carreras de auto de su tío Chachi Dibós (de quien luego sería Auxilio). En 1972, junto a Jose Del Solar, tiene su primera experiencia en la carrera Lima-Arequipa-Lima en un auto Fiat 125 que quedaría destrozado. Estuvo de para por un buen tiempo hasta que en 1975 regresa en el Premio Ejército Peruano (Huancayo-Ayacucho-Pisco), quedando primero en dupla con Eduardo Malachowski. 
En 1976 se compra un Hillman y corre, con Gianni Galleti (compañero desde el colegio), los Caminos del Inca, quedando en la Primera Etapa, en el Puente Verruga. Radicado algunos años en Ecuador, por negocios familiares, en 1981 regresa al Perú. 
Fue ganador del Gran Premio Nacional de Carreteras "Caminos del Inca", en cinco oportunidades (1992, 1993, 1994, 2003 y 2005), primero con un Nissan Silvia y luego con un Mitsubishi Lancer Evo.
En mayo de 2006, estuvo presente en el Gran Premio Presidente de la República, quedando en el segundo lugar de la categoría Fuerza Libre. Falleció el 15 de noviembre de 2006 tras una dura lucha contra el cáncer, sus restos fueron cremados al día siguiente y las cenizas entregadas a su familia.